# Packard Eight
Packard Eight var en amerikansk modell av en lyxbil, som tillverkades av Packard mellan 1924 och 1936 samt mellan hösten 1945 och 1950. Den ersatte Packard Twin Six, vilken hade lanserats 1916.

## Historik
Packard Eight var företagets första modell med en åttacylindrig motor. Den tillverkades med ett stort antal hjulbaser, från 3,24 meter till 3,7 meter. 
Från 1928 kallades den första modellen Standard Eight, vilken under närmast kommande åren följdes av de mer påkostade Custom Eight och De Luxe Eight,
Packard Eight fanns i ett flertal karossformer, bland andra tvådörrars roadster, cabriolet, phaeton och coupé samt fyradörrars sedan, landå, coupé de ville och limousin. 
Sedanmodellen för fem passagerare var Packards mest sålda modell under många år och Packard blev det mest sålda lyxbilmärket i USA 1924-1930. 

## Packard Light Eight
Modellåret 1932, under Den stora depressionen tillverkade Packard också Packard Light Eight, som var mindre lyxig, men hade många likheter med, Packard Eight. Den hade samma 110 hästkrafters motor som Standard Eight och hade en hjulbas som bara var 4,4 centimeter kortare. 

## Packard Eight (1946-1950)
Hösten 1945, efter andra världskriget då Packard tillverkade flygmotorer för stridsflygplan, återupptog företaget bilproduktion och återintroducerade Packard Eight som 1946 års version. År 1948 infördes pontonkaross som karossform, och då lanserades också herrgårdsvagnen Packard Station Sedan.

## Bildgalleri

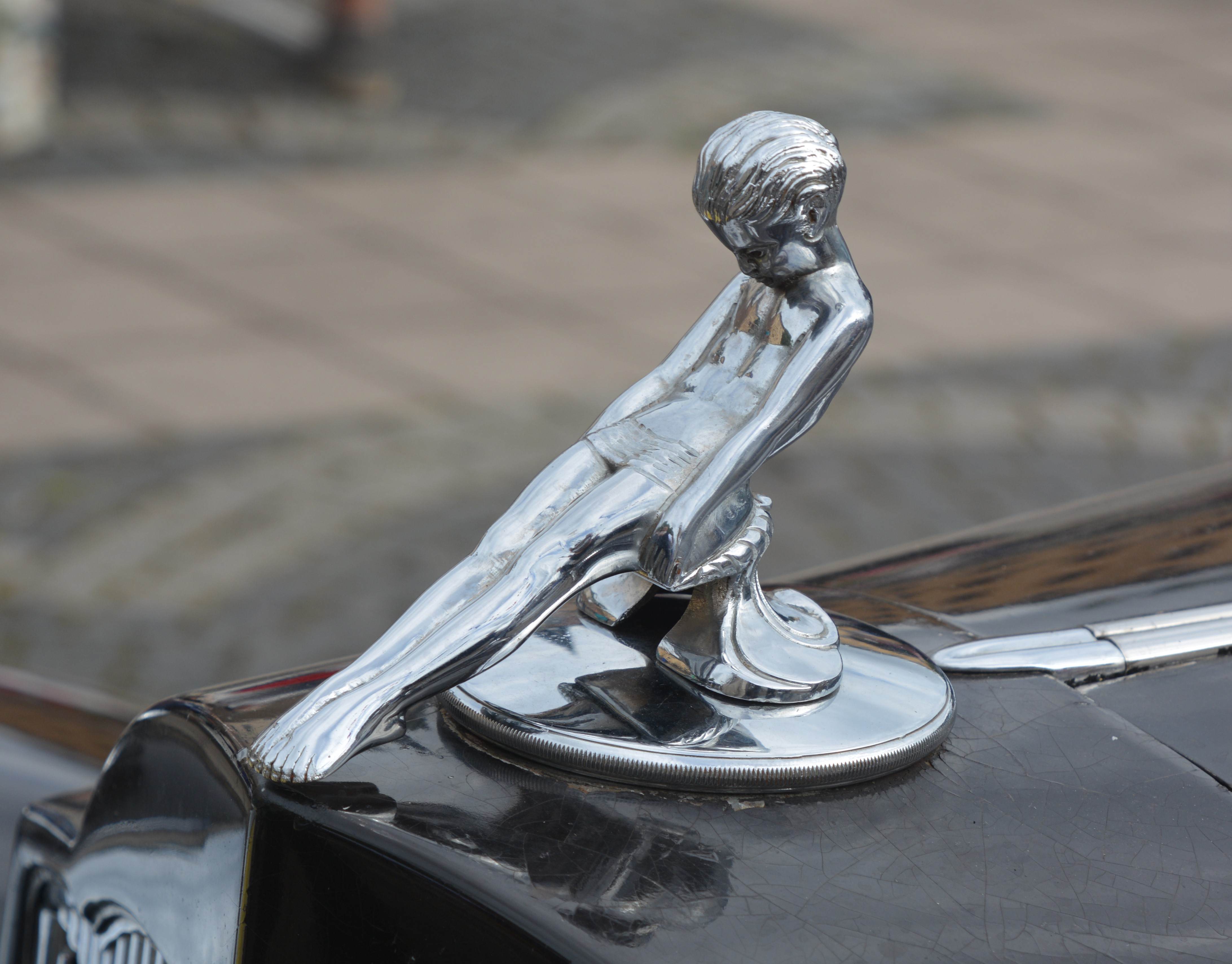
Adonis som kylarprydnad på en Packard Eight från tidigt 1930-tal
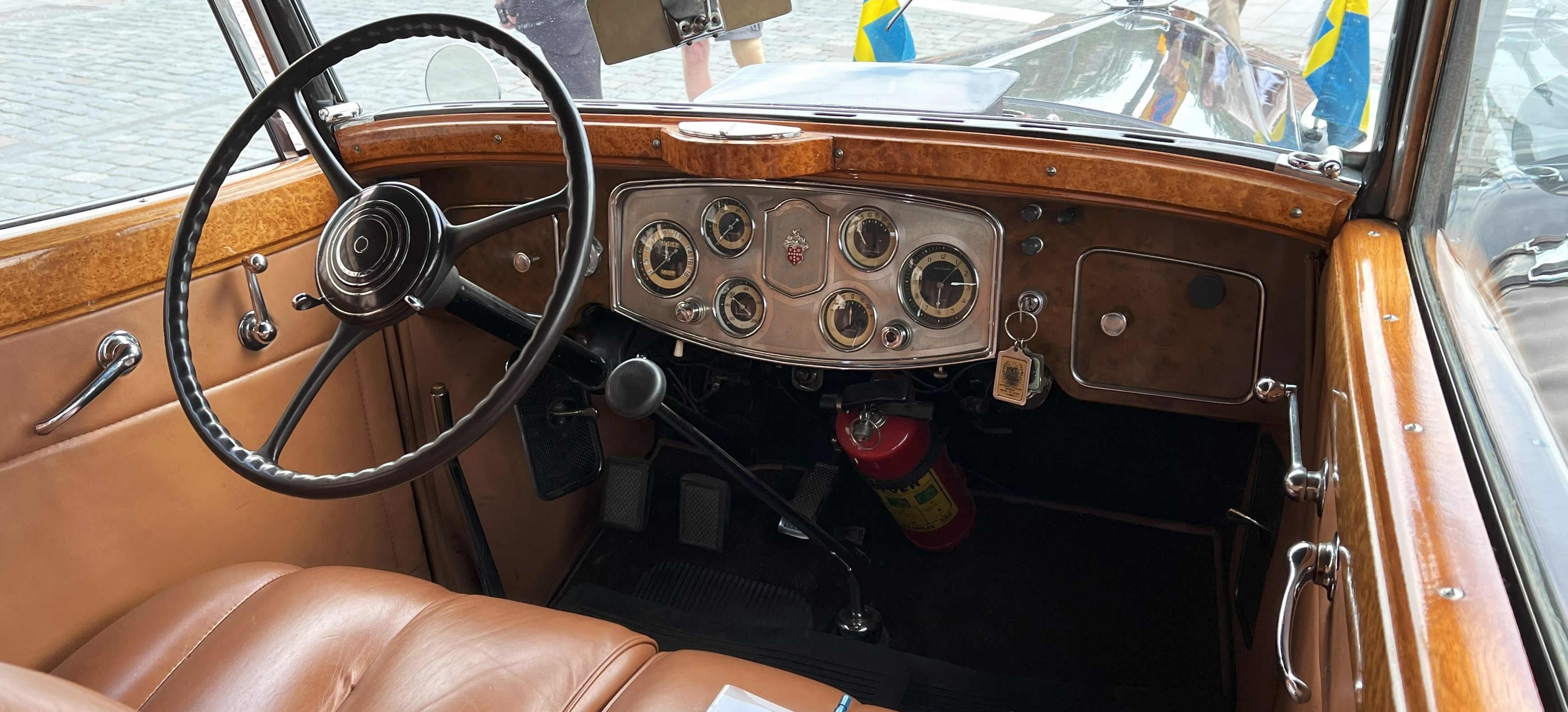
Instrumentpanelen i en 1934 års Packard Eight Convertible Sedan
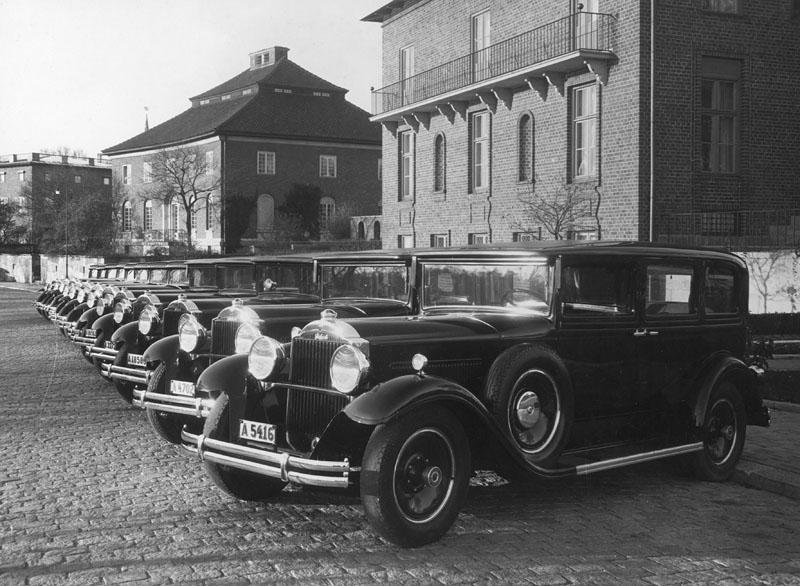
Hyrbilar av modell Packard Eight från Freys Hyrverk på Nobelgatan i Diplomatstaden i Stockholm, mellan 1930 och 1934. Det mellersta huset är Bünsowska villan.
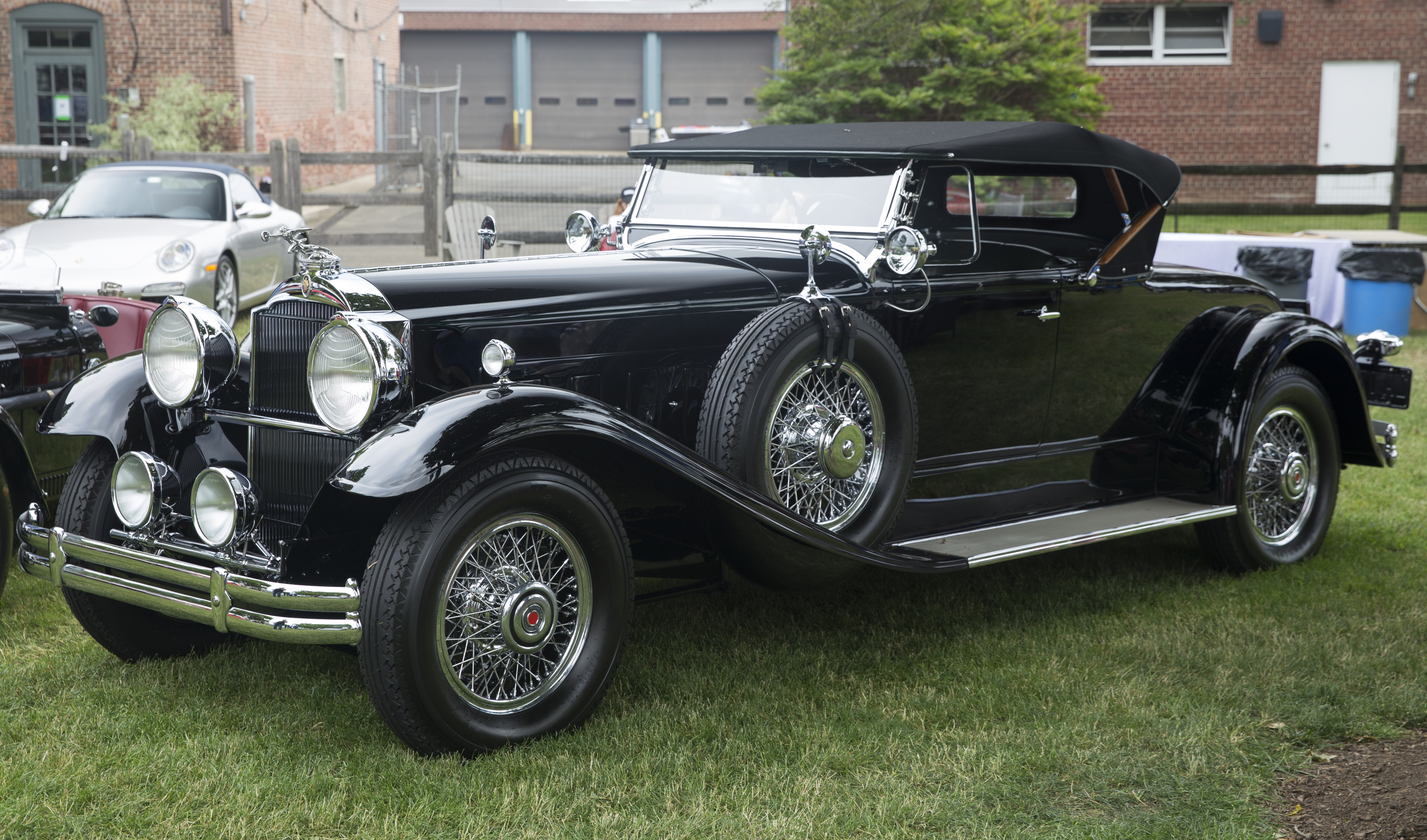
1930 års Packard Deluxe Eight roadster, Model 745
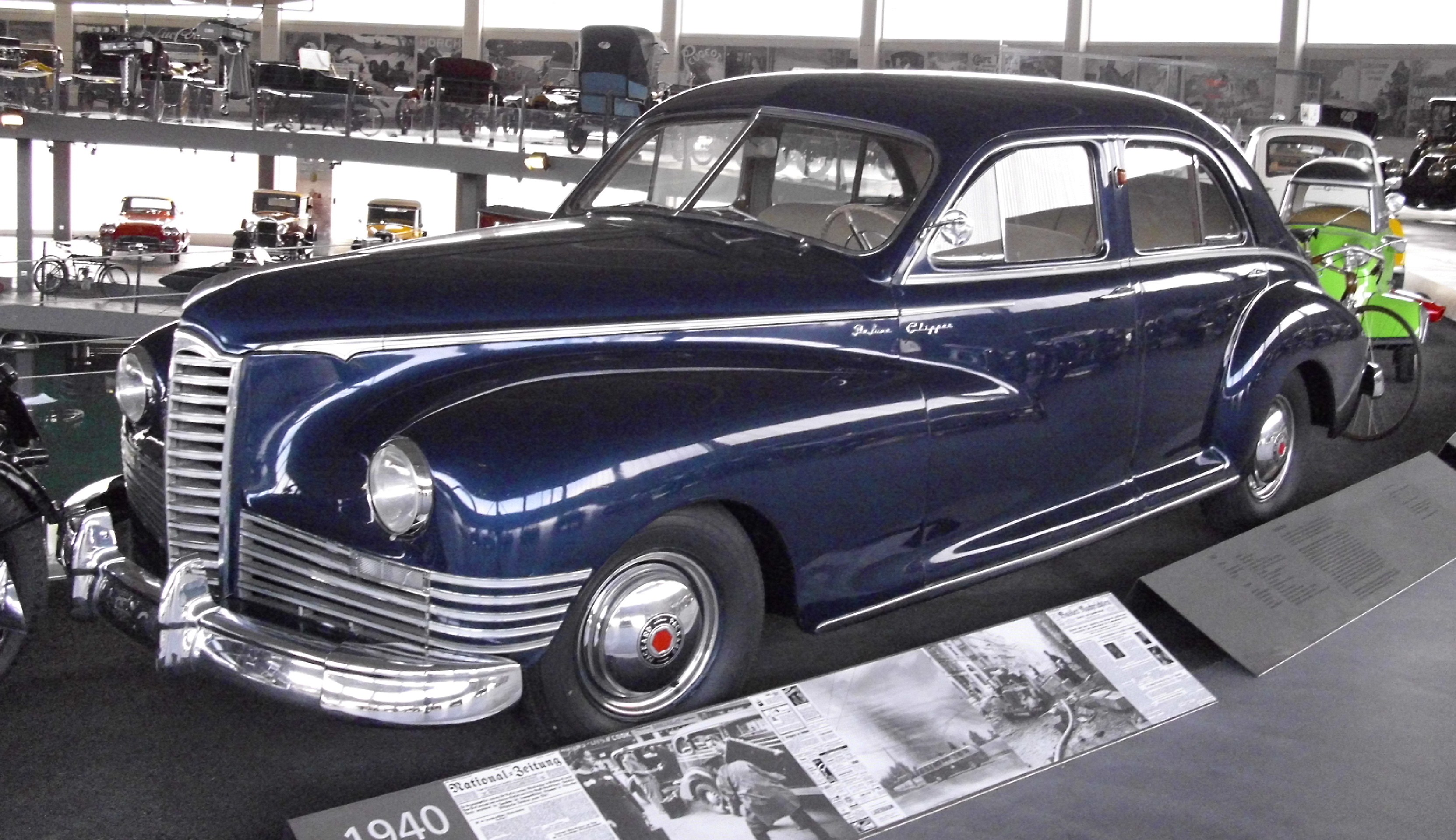
1947 års Packard DeLuxe Clipper Eight
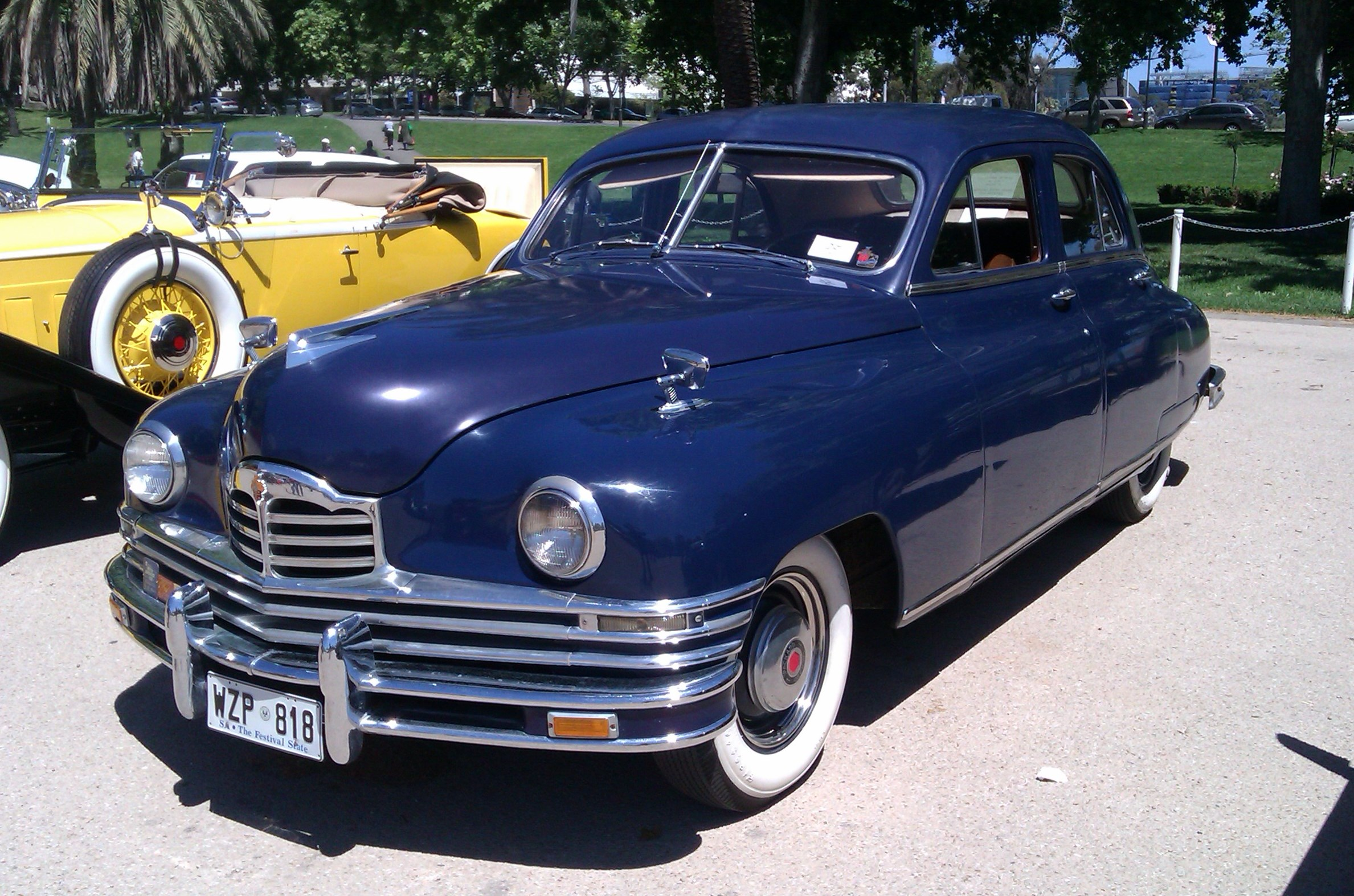
1948 års Packard Eight
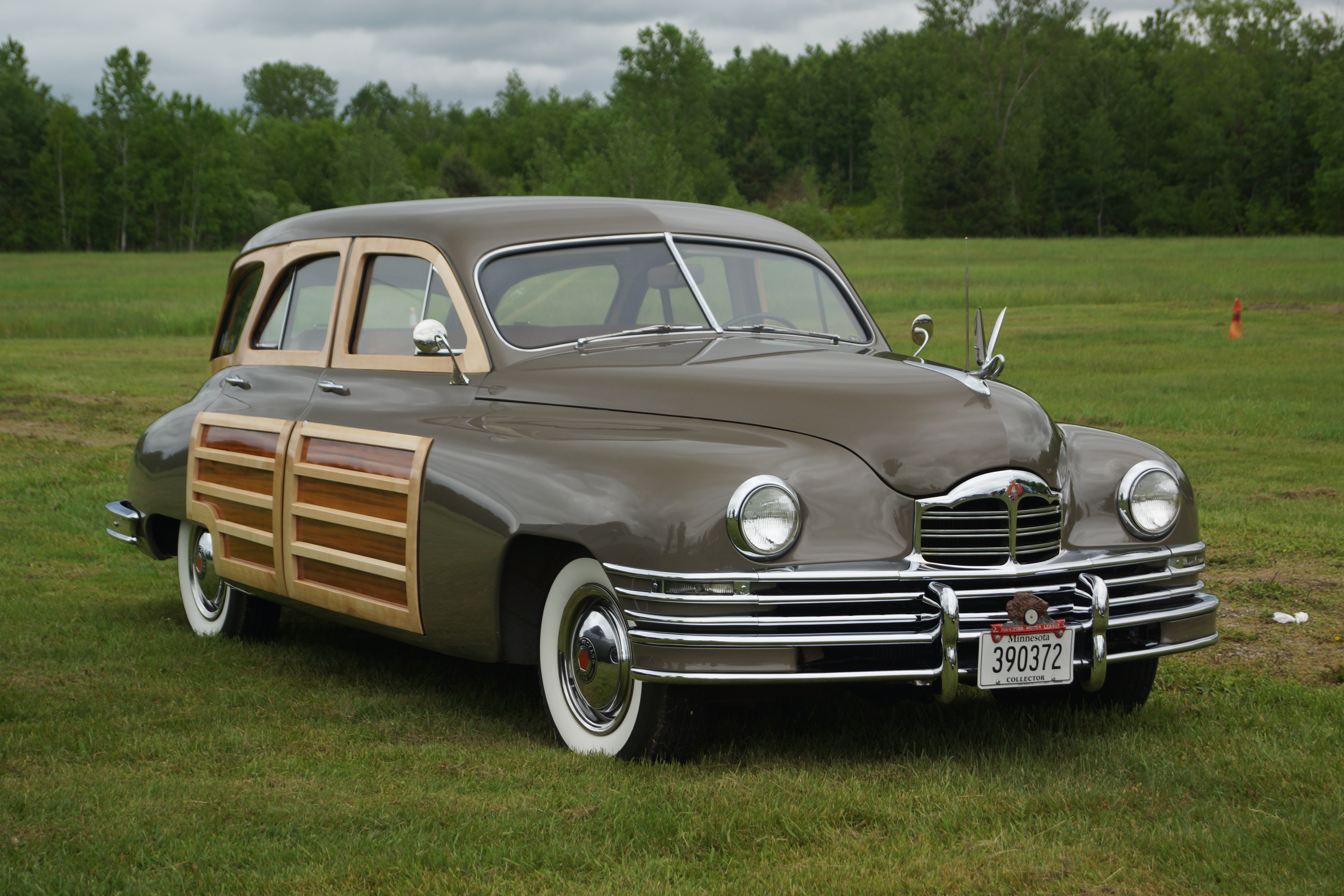
1948 års Packard Station Sedan